# Lancelot, roi de Provins
Lancelot, roi de Provins (L'Augel Belverde) est un conte de fées italien figurant dans le premier volume du recueil Les Nuits facétieuses (1550 ; fable IV-3) de Giovanni Francesco Straparola.
À la fin du XVIIe siècle, Madame d'Aulnoy écrira, en français, sa propre version du conte, sous le titre La Princesse Belle-Étoile et le Prince Chéri. Une autre version apparaît dans la traduction, réalisée au tout début du XVIIIe siècle, des Mille et Une Nuits par Antoine Galland ; il n'en existe aucun manuscrit en arabe, et il est possible que Galland, se basant sur des sources orales, ait lui aussi été influencé par le texte de Straparola.
Le récit est également à l'origine, indirectement, d'un poème de Pouchkine, Le Conte du tsar Saltan (1831), qui inspirera en 1900 un opéra à Rimski-Korsakov.

## Résumé
Dans la cité royale de Provins vivent le maître-boulanger Henri et ses trois filles, Brunore, Lionelle et Clarette. Un jour que les demoiselles se trouvent dans leur jardin, elles voient passer le roi Lancelot qui, en compagnie de quelques hommes, s'en va à la chasse. Brunore, l'aînée, dit alors que, s'il lui était donné d'épouser le maître d'hôtel du roi, elle pourrait nourrir sa cour d'un seul verre de vin. Lionelle, à son tour, dit que si elle était la femme du valet de chambre du roi, elle fournirait la cour en chemises avec un seul fuseau de fil. Clarette, quant à elle, soupire que si elle avait le roi pour mari, elle donnerait naissance à des triplés, deux garçons et une fille, qui auraient de l'or dans les cheveux, une chaîne en or autour du cou et une étoile sur le front. Un courtisan les entend et va aussitôt le raconter au roi. Celui-ci convoque les trois jeunes filles. Elles confirment les propos qu'elles ont tenus et se retrouvent bien vite, selon leurs vœux, épouses du maître d'hôtel et du valet de chambre pour Brunore et Lionelle, et Clarette devient l'épouse du roi.
Les noces suscitent le vif mécontentement de la mère du roi, qui ne voit pas d'un bon œil, tant s'en faut, l'union de son fils avec une fille de basse condition, pas plus qu'elle n'apprécie que le roi appelle son maître d'hôtel et son valet ses beaux-frères. La marâtre conçoit dès lors une haine féroce vis-à-vis de sa bru. Peu après, la reine tombe enceinte et, en l'absence du roi, donne naissance à trois enfants, deux garçons et une fille, qui sont en tous points comme elle l'avait prédit. Cependant, avant que la reine ne les voie, la marâtre, aidée par les deux sœurs de Clarette, devenues jalouses de celle-ci, et de la sage-femme, remplace les trois enfants par trois chiots portant les mêmes marques qu'eux. Ensuite, elles se débarrassent des enfants en les plaçant dans une caisse qu'elles jettent dans le fleuve. La caisse est emportée par les flots et, plus loin, est aperçue par un meunier du nom de Marmiat. Il trouve les trois petits, qu'il amène à sa femme Gordiane. Le couple décide de les élever et prénomme les deux garçons Aquirin et Fluvius, et la petite fille Sereine.
Pendant ce temps, le roi Lancelot est de retour. En apprenant que sa femme a enfanté des chiots, convaincu par sa mère mais n'ayant pas le cœur de faire périr la reine, il envoie vivre celle-ci dans la puanteur et les immondices à l'endroit du château où sont lavées les écuelles.
Marmiat le meunier et sa femme Gordiane ont bientôt un fils, Borguin, en plus des trois enfants qu'ils ont recueillis et dont ils ont pris l'habitude, chaque mois, de raser les cheveux, parce qu'alors en tombent de précieuses bagues et de grosses perles. Le couple, ainsi, devient riche. Arrive un moment où les trois enfants apprennent qu'ils ont été trouvés dans le fleuve et, alors, ils décident de partir.
Ils arrivent à Provins, la ville de leur père, et y trouvent un logis. Ils vivent grâce aux choses précieuses qui poussent dans leurs cheveux. Un jour, le roi, passant par là, les aperçoit, et il remarque qu'ils ont chacun une étoile sur le front. Intrigué, il invite les enfants à venir dîner au palais. En rentrant, le roi fait part de cette rencontre à sa mère. Celle-ci, avant que son fils ne découvre le pot aux roses, envoie la sage-femme, qui dit connaître un moyen de faire disparaître les gêneurs, chez les trois enfants. La commère trouve Sereine seule et la persuade de faire rapporter par ses frères de l'eau qui danse. La femme partie, et les frères revenus, ceux-ci se laissent convaincre à leur tour et, munis d'une fiole, se mettent en quête. Après avoir longtemps chevauché, ils arrivent à une fontaine. Un pigeon les avertit que la fontaine regorge de bêtes venimeuses, mais l'oiseau se charge d'aller à leur place remplir la fiole d'eau qui danse. Les garçons rentrent chez eux et racontent à leur sœur le danger mortel auquel ils ont échappé de peu.
Quelque temps après, le roi les rencontre à nouveau et leur demande pourquoi ils n'ont pas répondu à son invitation. Ils expliquent qu'ils ont été pris par une affaire urgente. Le roi leur réitère son invitation à dîner. Il revient au palais, parle à sa mère, qui apprend ainsi que le plan a échoué, et la sage-femme repart chez les enfants. Cette-fois, elle parle à Sereine d'une pomme qui chante. Comme auparavant, et bien qu'ils commencent à se méfier des missions que leur confie leur sœur, les deux frères repartent et arrivent à un hôtel, où le patron leur apprend que la pomme est gardée par une bête cruelle. L'homme, pour les aider, leur donne une robe garnie de miroirs et leur explique comment s'en servir. Les garçons se rendent près du pommier et, quand la bête surgit et qu'elle voit son reflet dans la robe que porte l'un d'eux, elle tombe raide morte. Ils peuvent alors prendre la pomme, revenir au logis, et se plaindre auprès de leur sœur des grands risques que, décidément, elle leur fait courir.
L'histoire se répète, et les frères se lancent dans une troisième aventure : ils doivent ramener à leur sœur un oiseau vert qui dit des choses merveilleuses. L'oiseau vit dans un arbre et, tout autour, se trouvent des statues de marbre qui donnent aux deux frères l'impression d'être vivantes. Ils les touchent et, aussitôt, ils se retrouvent eux-mêmes transformés en statues. Ne voyant pas revenir Aquirin et Fluvius, Sereine décide de partir à leur recherche. Elle trouve les statues. Elle réussit à s'emparer de l'oiseau qui, grâce à l'une de ses plumes, lui permet de redonner vie à ses frères. Les enfants rentrent au bercail avec l'oiseau.
Invités une nouvelle fois par le roi, les enfants ne sont plus empêchés de se rendre au château. Aquirin prend avec lui l'eau qui danse, Fluvius la pomme qui chante et Sereine l'oiseau vert. Au château, après le repas, ils déposent les objets et l'oiseau magiques sur la table, et ceux-ci donnent à entendre un concert merveilleux, au terme duquel l'oiseau demande ce que mérite celui qui a causé la mort de deux frères et d'une sœur. La marâtre s'empresse de répondre que cette personne mérite le feu, ce à quoi les deux sœurs de la reine et la sage-femme acquiescent. L'eau et la pomme, alors, haussent le ton et disent à la mère du roi que c'est là sa propre condamnation qu'elle a pronconcée. L'oiseau explique toute l'histoire au roi, qui s'empresse de faire revenir sa reine du lieu puant où il l'avait laissée. L'eau qui danse, la pomme qui chante et l'oiseau vert sont alors libérés et s'en vont. Le lendemain, la mère du roi, les deux sœurs de la reine et la sage-femme sont livrées au bûcher. Le roi et la reine vivent longtemps avec leurs gentils enfants, lesquels – Sereine ayant fait un mariage honorable – deviennent les héritiers du royaume.

## La Princesse Belle-Étoile (version de Madame d'Aulnoy)
La version que, près d'un siècle et demi plus tard, Madame d'Aulnoy donne du conte de Straparola comporte certaines différences, bien qu'il soit directement basé sur celui-ci.

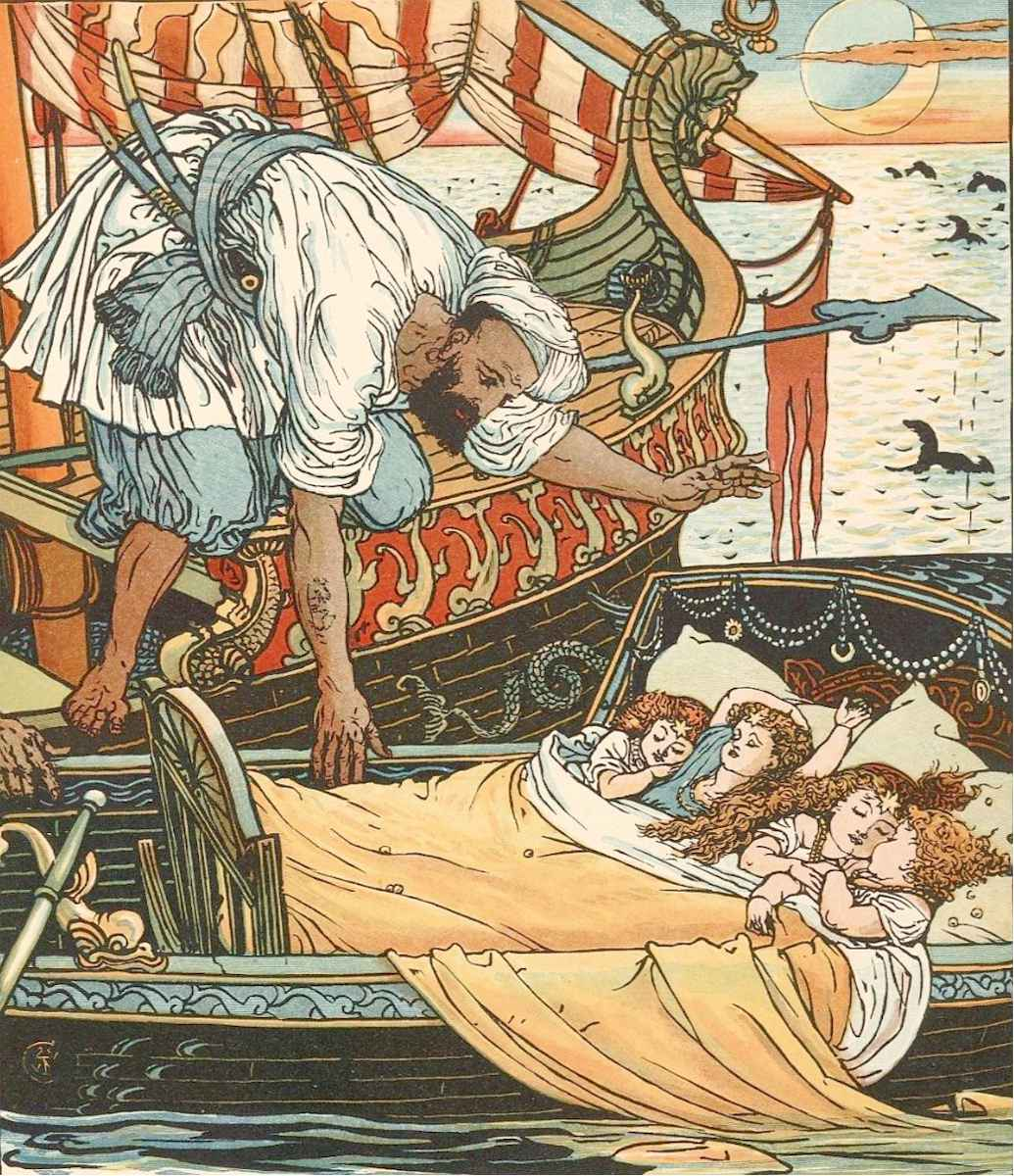
Les enfants de la reine Blondine et de Brunette sa sœur sont recueillis par un corsaire après avoir passé sept jours en mer. Illustration (1834) de Walter Crane.

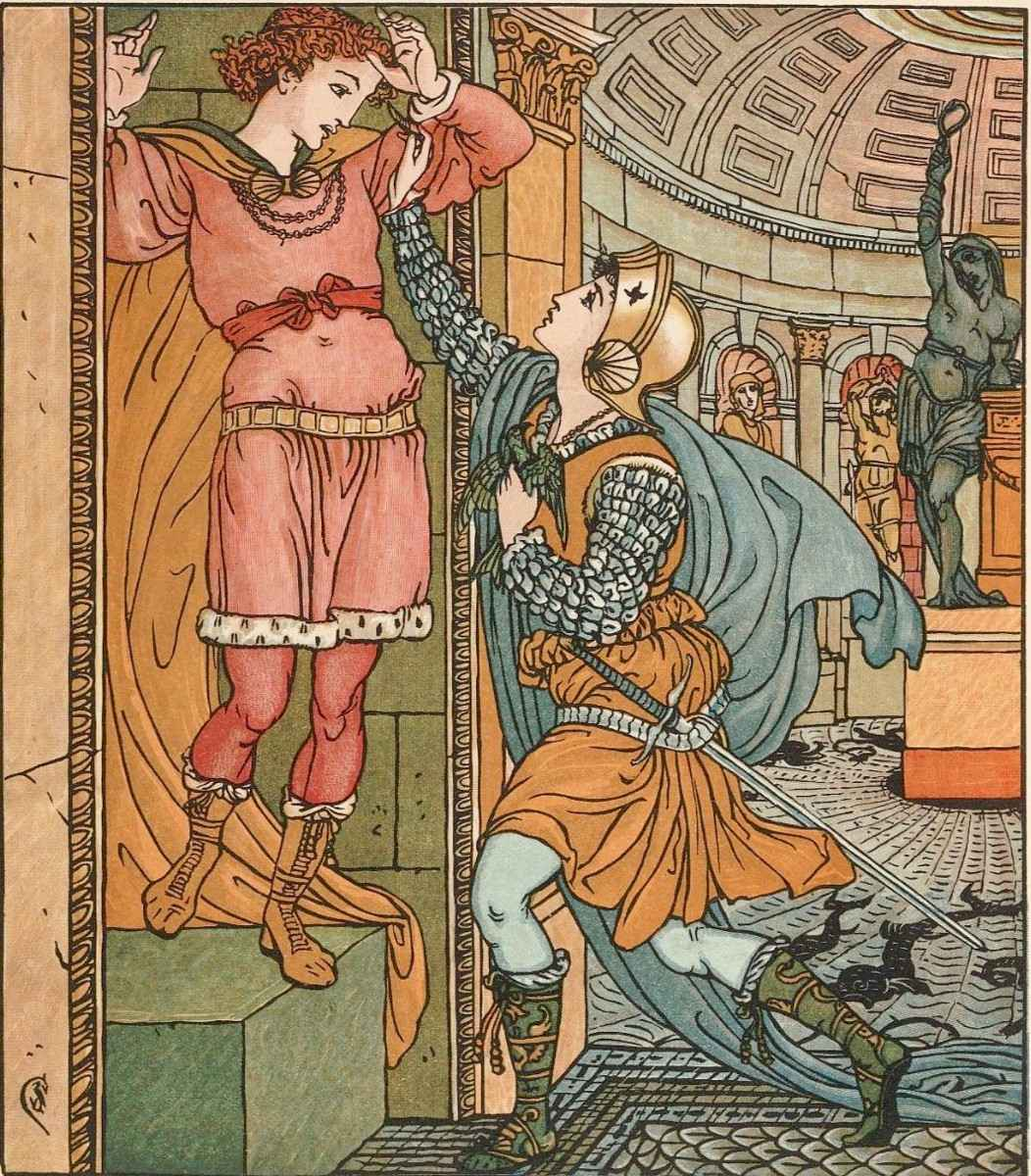
La princesse Belle-Étoile sauve le Prince Chéri. Illustration (1834) de Walter Crane.

Les trois filles du début, rebaptisées Roussette (dite « la Rousse »), Brunette, et Blondine la cadette, ne sont plus les filles d'un simple meunier, mais d'une princesse désargentée. Leur mère, reconvertie fricasseuse, prépare un excellent repas à une vieille femme qui, en échange, car il s'agit d'une fée, fait en sorte que le premier vœu prononcé par chacune des trois filles se réalise. C'est ainsi que Roussette épouse un amiral, Brunette le frère du roi, et Blondine le roi lui-même. Lors des noces, ils savourent un plantureux repas apparu par magie, la fée continuant à intervenir.
Pour la suivre dans ses menées machiavéliques, la mère du roi se trouve comme alliée contre sa bru non plus les deux sœurs de celle-ci, mais sa sœur aînée uniquement. En même temps que Blondine donne naissance à ses trois enfants, Brunette accouche elle aussi, d'un garçon, mais elle meurt peu après. Les trois chiots sont présentés à la reine, et les quatre (3+1) vrais marmots sont jetés à la mer, par Feintise, ainsi qu'ici se nomme la femme de main. Quand le roi découvre les petits chiens, la reine est renvoyée chez sa mère plutôt que jetée dans de fétides oubliettes.
Les fées veillent sur l'embarcation jusqu'à ce qu'elle croise le sillage d'un bateau corsaire. Le capitaine amène les enfants à sa femme, qui n'en a pas. Lorsqu'il découvre que des bijoux tombent des cheveux des enfants, le capitaine abandonne la piraterie. Ils appellent Belle-Étoile la princesse, Petit-Soleil son frère aîné, Heureux le plus jeune, et leur cousin, qui n'a ni de chaîne autour du cou ni d'étoile sur le front mais est plus beau que les deux autres garçons, ils lui donnent le nom de Chéri.
En grandissant, Belle-Étoile et Chéri s'éprennent l'un de l'autre mais, croyant qu'ils sont frère et sœur, s'en désolent. Un jour, la princesse surprend une conversation entre le capitaine et sa femme et apprend ainsi qu'elle et les trois autres enfants ont été trouvés. Elle en fait part à ses frères et cousin, puis annonce au couple leur intention de partir. Le corsaire les supplie de rester, mais Heureux parvient à le convaincre que les questions qu'ils se posent concernant leurs origines sont trop pressantes. Ils embarquent à bord d'un magnifique bateau et arrivent au château de leur père. Ce dernier, en les voyant, est intrigué. Les enfants ne demandent qu'un endroit où habiter.
Le roi décrit les enfants à sa mère et celle-ci réalise qu'il s'agit de ses petits-enfants. Elle leur envoie alors la servante. Celle-ci trouve Belle-Étoile et lui parle de l'eau qui danse qui, lui dit-elle, lui assurera la jeunesse éternelle. Plus tard, Chéri se met en quête de cette eau, bien que la princesse veuille l'en empêcher. Près d'une source, il sauve une tourterelle qui est sur le point de se noyer et, pour le remercier, l'oiseau lui permet de trouver l'eau qui danse, que Chéri emporte, après avoir libéré le volatile.
La servante revient pour parler de la pomme qui chante. Chéri se met de nouveau en quête, rencontre un étranger qui lui indique où trouver le fruit magique. Chéri soigne encore une fois tourterelle blessée, qui l'avertit qu'un dragon garde la pomme mais qu'il est possible de s'en débarrasser grâce à des miroirs. Le jeune homme rentre avec la pomme.
La servante parle d'un petit oiseau vert qui sait tout. Belle-Étoile se dit qu'un tel animal peut lui apprendre où ses parents se trouvent. Chéri part. Cependant, alors qu'il a presque atteint l'oiseau, un rocher s'ouvre et le prince tombe puis se transforme en statue de pierre. Inquiète de son absence, Belle-Étoile se mine. Petit-Soleil et ensuite Heureux partent à la recherche de leur cousin, mais ils connaissent bien vite un sort identique au sien. Belle-Étoile part à son tour et, en cours de route, sauve une tourterelle menacée par la neige. La tourterelle lui conseille de ne pas gravir la montagne sur laquelle l'oiseau vert est perché, mais de rester en bas et de chanter pour l'attirer. Elle réussit à s'emparer de l'oiseau vert, qui lui dit comment faire pour libérer son cousin, ses frères et tous les autres prisonniers. La tourterelle se révèle être la fée du début.
Entre-temps, la reine-mère a persuadé le roi de répudier sa femme et de se remarier. Roussette incite la reine à inviter Blondine aux noces. Le roi, quant à lui, invite les quatre enfants ; il poste un homme pour guetter leur arrivée. Quand les enfants se présentent, l'homme leur raconte l'histoire du roi. Belle-Étoile et les trois garçons arrivent au mariage en apportant leurs trésors, et expliquent comment ils ont été abandonnés. Le roi demande à l'oiseau vert qui sont les enfants et d'où ils viennent, et l'oiseau le lui dit.
La reine-mère, Roussette et la servante sont punies et, au lieu de se remarier, le roi marie sa fille Belle-Étoile à Chéri.

## Classification
Dans la classification des contes-types d'Aarne et Thompson, Lancelot, roi de Provins et La Princesse Belle-Étoile sont rangés dans les contes de type AT 707, « Les Trois Fils d'or ». Fait également partie de ce type Les Trois Oisillons, un conte recueilli par les frères Grimm.
Blanchebelle comporte certains points de similitudes avec un autre conte de Straparola, Blanchebelle et le Serpent (AT 706), notamment la fin, avec la marâtre qui prononce sa propre condamnation.

## Commentaire
L'étoile sur le front d'un personnage permettant aux siens de le reconnaître apparaîtra par la suite dans d'autres contes, notamment le conte Les Douze Frères, recueilli par les frères Grimm.

## Sources et bibliographie

### Texte en ligne
- (fr) Les Facecieuses Nuictz du Seigneur Jan François Straparole, trad. Jean Louveau, Guillaume Rouille, Lyon, 1560. Voir « Quatrieme Nuict, Fable troisieme », p. 254-272. – En ligne sur Google Books. – Commentaire général sur l'ouvrage : Ne contient en fait que les cinq premières Nuits ; certaines libertés sont prises avec la traduction, plusieurs récits se trouvant même remplacés par d'autres, de l'Allemand Bebel.
- (it) Giovanni Francesco Straparola, Le piacevoli notti, Libro primo, Notte quarta, Favola III. – sur intratext.com.
- (fr) « La Princesse Belle-Étoile et le Prince Chéri », dans Comtesse d'Aulnoy, Nouveau Cabinet des fées, 5 : La Suite des "Fées à la mode", Slatkine, Genève, 1785, p. 179-266. – En ligne sur Gallica.

### Ouvrages de référence/ études
- (fr) Les Nuits facétieuses, traduction de Jean Louveau et Pierre de Larivey, revue, corrigée et commentée par Joël Gayraud, Paris, José Corti, collection Merveilleux, 1999  (ISBN 2-7143-0693-4).
- (fr) Paul Delarue, Marie-Louise Ténèze, Le Conte populaire français, édition en un seul volume reprenant les quatre tomes publiés entre 1976 et 1985, Maisonneuve et Laroze, coll. « Références », Paris, 2002  (ISBN 2-7068-1572-8).
- (fr) Ariane de Félice, Contes de Haute-Bretagne, édition annotée, Érasme, coll. « C.M.P.F., 4 », Paris, 1954, p. 262-268.